# Daniel Naroditsky
Daniel Naroditsky (* 9. listopadu 1995, San Mateo, Kalifornie), také známý jako Danya, je americký šachový velmistr a autor šachové literatury. Svou první šachovou knihu vydal ve 14 letech.

## Šachová kariéra
Naroditsky se naučil hrát šachy v šesti letech od svého otce Vladimíra. V květnu 2007 vyhrál Mistrovství Severní Kalifornie do 12 let. Později téhož roku vyhrál divizi do 12 let mistrovství světa mládeže v šachu s 9½ body z 11.
Na turnaji US Open 2010 Naroditsky zaznamenal skóre 7½ bodů z 9 a dělil se o druhé až páté místo za velmistrem Alejandrem Ramirezem a remizoval s velmistry Alexandrem Shabalovem a Varuzhanem Akobianem. V červenci 2011 získal svou první velmistrovskou normu. Naroditsky získal svou druhou velmistrovskou normu na turnaji Philadelphia Open 2013, když se dělil o první místo s velmistrem Fidelem Jimenezem. 
Je aktivní na YouTube, kde má přes 391 000 odběratelů, a na Twitchi, kde má přes 306 000 sledujících. Hraje na Chess.com pod uživatelským jménem DanielNaroditsky  a na Lichess.org pod přezdívkou RebeccaHarris. 

## Osobní život
Naroditsky promoval na Stanfordově univerzitě v roce 2019 s titulem z historie. Žije v Charlotte v Severní Karolíně, kde působí jako rezidentní velmistr místního šachového klubu.